# Веселина Кацарова
Веселина Кацарова е българска оперна певица с швейцарско гражданство (от 1997), мецосопрано.

## Биография
Веселина Кацарова е родена на 18 юли 1965 г. в Стара Загора. На възраст от четири години получава първите си уроци по пиано в музикалното училище „Пионерски дом“. На 14 започва да посещава музикалната гимназия „Христина Морфова“. От 1984 г. учи пеене. Тогава завършва и обучението си по пиано и започва да следва в музикалната академия „Панчо Владигеров“ в София, където взема уроци по пеене в класа на Реса Колева. Дебютира в Старозагорската опера с Хабанера от операта „Кармен“ на Жорж Бизе. През 1988 г. Херберт фон Караян я открива за световната сцена и я кани да се присъедини към Виенската държавна опера. Същевременно започва да участва в постановки в Националната опера в София като Розина от „Севилският бръснар“ на Джоакино Росини – роля, която ще се превърне в коронната ѝ роля. Завършва образованието си през 1989 г. и започва да пее в операта в Цюрих, където получава двугодишен договор. Там започва с малки и средни роли и играе заедно с Едита Груберова и Ан Мъри. През 1991 участва в Залцбургския музикален фестивал (Salzburger Festspiele), където играе Анио (от „Милосърдието на Тит“ на Волфганг Амадеус Моцарт). Същата година дебютира и като Розина във Виенската държавна опера. 
Най-големият ѝ успех е участието на Залцбургския музикален фестивал от 1992 г., когато замества Мерилин Хорн в ролята на Танкред от едноименната опера. След това участие българката печели вниманието на публиката и получава роли в Лондон (Росиан), Мюнхен (Керубино), Залцбург (Церлина), Флоренция (Идаманте), Цюрих (Шарлот от Вертер), Париж (Ромео от Капулети и Монтеки). Участва и в САЩ – в Ню Йорк (Ромео) и в Чикаго (Идаманте).
Към най-успешните ѝ роли е тази на Секст от „Милосърдието на Тит“, която играе за първи път на Залцбургския музикален фестивал през 1997 г. и играе междувременно в Цюрих, Баварската държавна опера в Мюнхен, Операта „Бастилия“ в Париж, Кралската опера Ковънт Гардън в Лондон и във Филхармонията на Гастайг в Мюнхен.
Лейбълът за класическа музика RCA/BMG издава записи с арии и дуети, както и цели опери.
Работи в тясно сътрудничество с тенора Хуан Диего Флорес, с когото постига някои от най-големите си успехи – „Пепеляшка“ на Росини в Пезаро и Лондон. През лятото на 2008 г. дебютира в Цюрихската опера като Кармен, партия, която тя пее и през септември 2009 г. в операта в Кьолн.
Живее в Цоликон край Цюрих. Играла в над 50 роли извън България.

## Награди
- Награда Echo за класическа музика 2003
- Европейска културна награда
- Камернзенгерин на Баварската държавна опера[4] (юли 2005)
- Камернзенгерин на Виенската държавна опера (2010)[2]